# Битва при Вує
Битва при Вує — одна з вирішальних битв вестготсько-франкської війни 507—509 років, яка сталася ймовірно поблизу поселення Вує навесні 507 року. У результаті неї, армія Хлодвіга I спільно із союзним бургундським військом нанесла поразку вестготам. Хлодвіг I вбив їхнього короля Аларіха II.

## Передумови
Після того, як у результаті перемоги в битві при Суассоні 486 року до Франкського королівства були приєднані землі аж до північного берега річки Луари, межа держави Хлодвіга I з'єднались з кордонами Вестготського королівства. Це привело до ряду військових сутичок між вестготами та франками наприкінці V століття.
У перші роки VI століття на західних землях колишньої Римської імперії існувало два потужних військово-політичних блоки, що протидіяли один одному: союз між франками, бургундами та Візантією (в особі Хлодвіга I, Гундобада та Анастасія I), й союз між вестготами та остготами (в особі Аларіха II та Теодоріха Великого). Попри всі зусилля Теодоріха зберегти мир на теренах Галлії весною 507 року спільні війська франків та бургундів переправились через Луару, порушивши кордони вестготів. У той же час Візантія вчинила напад на місто Таранто, яке належало остготам, намагаючись не дозволити Теодоріху Великому надати своєчасно військову допомогу своїм союзникам.

## Хід бою

Межі королівства Франків та Вестготів

На чолі франків йшов король Хлодвіг у супроводі свого сина Теодоріха та нащадка короля ріпуарських франків Сігіберта Кульгавого — Хлодеріха. Загони бургундів очолили сини Гундобара: Сігізмунд та Годомар. Симпатії місцевого галло-римського населення розділились: більшість з них (у першу чергу гальське християнське духовенство) підтримували Хлодвіга, який мав одну з ними віру, а меншість зберегла вірність Аларіху.
Пройшовши місто Тур, франксько-бургундське військо зупинились на околицях Пуатьє. Назустріч їм з Тулузи виступила вестготська армія. Супротивники зійшлися в битві перед містечком, яке в середньовічних джерелах називали Campus Vocladeus. Про те, яке саме з сучасних населених пунктів малось на увазі, історики сперечаються. Згідно з найпоширенішою версією це було поселення Вує (фр. Vouillé), яке знаходиться в 17 кілометрах на північний захід від Пуатьє.
За свідченнями Григорія Турського, хоч вестготи й мали чисельну перевагу над франками, Аларіх II побоювався вступати в битву, знаючи, що більша частина його війська складалась не з професійних вояків, а з мобілізованих на війну мирних жителів. Проте умовляння найближчого оточення вплинули на його думку дати бій франкам. Битва була тривалою і кровопролитною. Ймовірно, вестготи робили ставку на власну кавалерію, яка мала розбити піхотні ряди противника, але її натиск на полі битви виявився безуспішним. Після того, як король Аларіх II загинув від руки Хлодвіга I, його армія зневірилась і вдалась до втечі. Сам Хлодвіг під час битви отримав поранення, але залишився живий, «завдяки латам та швидкому коню».
Існує думка, що поразці Алларіха II посприяла зрада частини знаті вестготів. У той же час відомо, що деякі з галло-римлян, наприклад клермонці на чолі з сином Сідонія Аполлінарія, залишились до кінця вірні Аларіху й загинули разом з ним на полі бою. Сучасні історики схильні приписувати поразку вестготів перевазі франкської піхоти над їхньою кавалерією.